# 澳門填海造地

澳門從1555年至2011年的變化

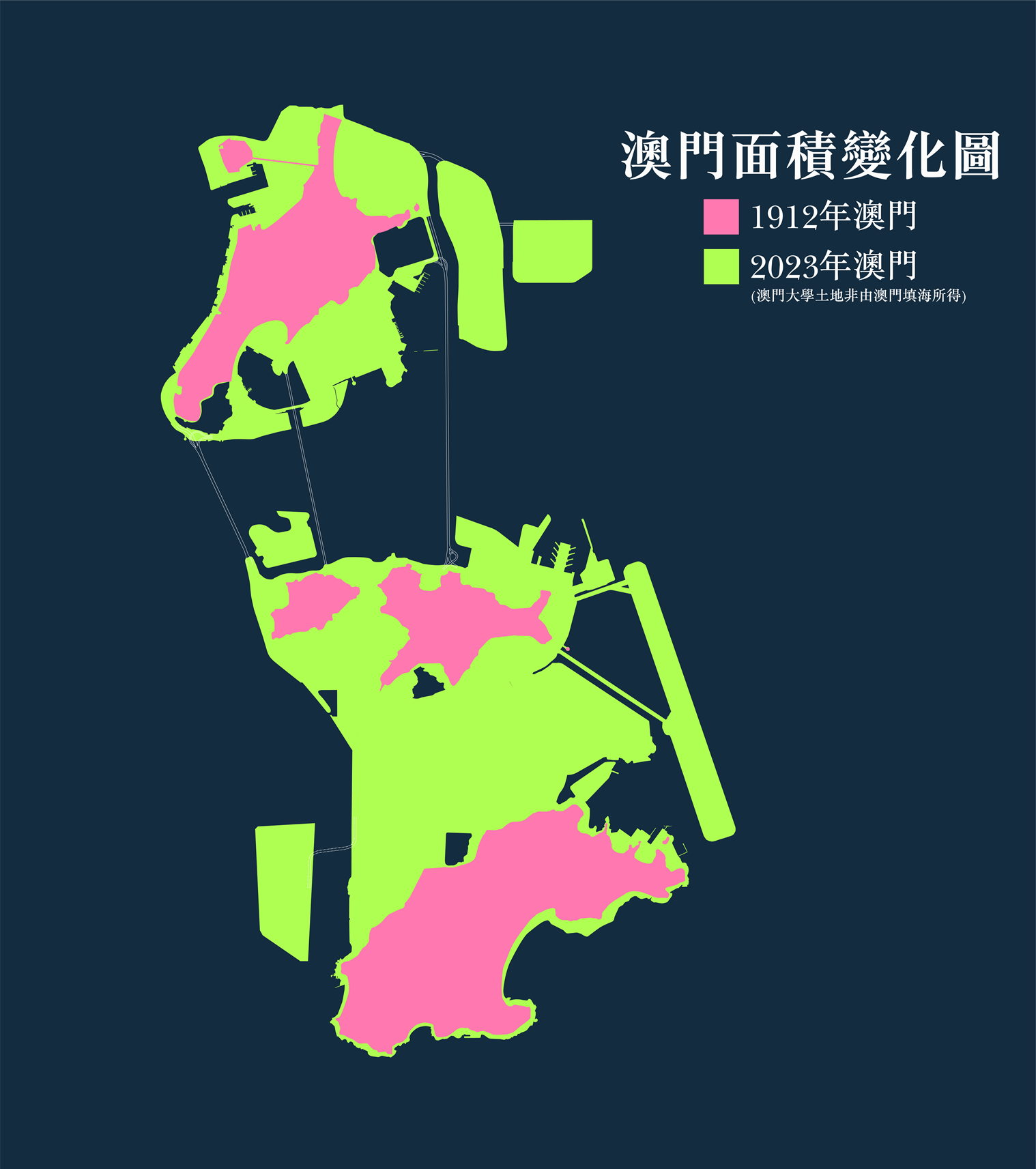
澳門1912年與現時的面積變化

澳門主要依靠填海造地來擴展可用土地。由於山多平地少，在澳門歷史上，澳葡政府先後把城市的範圍擴展至關閘，佔領青洲、氹仔、路環，又向清朝政府索要橫琴島、對面山，亦在1863年進行第一次填海工程。截至2011年時，澳門半島的面積在填海工程下已超過9.3平方公里，比1840年的2.78平方公里增大了3倍以上。縱使澳門沒有法定的水域，澳葡政府時代已在沿岸的習慣水域內填出不少土地，且無須事先徵得中國政府的同意；澳門回歸後，特區政府仍沿用此習慣，直至2002年2月1日，中國開始實施《海域使用管理法》，新的填海工程至始需要取得中國政府的同意。
2015年12月16日通過《中華人民共和國澳門特別行政區行政區域圖》，自2015年12月20日起施行。調整了澳門特別行政區的陸地界線，明確了水域管理範圍，澳門管理海域從澳門陸地向東南方向劃定，面積為85平方公里；在粵澳陸地界線方面：將關閘澳門邊檢大樓地段劃入澳門特別行政區；鴨涌河段除部分河段以鴨涌河南岸為界外，其余以鴨涌河中心線為界。
澳門總面積因沿岸填海而不斷擴大，自有記錄的1912年的11.6平方公里逐步擴展至2011年的29.9平方公里。其中:
- 澳門半島面積為9.3平方公里，佔總面積的31.1%；
- 氹仔島面積為7.4平方公里，佔總面積的24.7%；
- 路環島面積為7.6平方公里，佔總面積的25.4%；
- 路氹填海區面積為5.6平方公里，佔總面積的18.7%。

從數據顯示現今澳門的土地大部分從填海得來。隨著現今配合賭場集團的建設、以及城市建設的需求，路環、氹仔、路氹城以及新城區的填海正使澳門的總面積繼續擴張。

## 澳門總面積變化
以下數據單位為平方公里：
| 年份 | 澳門半島 | 氹仔島 | 路環島 | 路氹填海區 | 新城A區 | 新城B區 | 新城C區 | 港珠澳大橋 澳門口岸 | 澳門總面積 | 澳門大學 橫琴校區 | 橫琴口岸 澳方口岸 |
| ---- | -------- | ------ | ------ | ---------- | ------- | ------- | ------- | ------------------- | ---------- | ----------------- | ----------------- |
| 1864 | 2.78     | 1.5    | 5.61   | 不適用     | 不適用  | 不適用  | 不適用  | 不適用              | 9.89       | 不適用            | 不適用            |
| 1910 | 3.35     | 1.98   | 5.61   | 不適用     | 不適用  | 不適用  | 不適用  | 不適用              | 10.94      | 不適用            | 不適用            |
| 1912 | 3.4      | 2.3    | 5.9    | 不適用     | 不適用  | 不適用  | 不適用  | 不適用              | 11.6       | 不適用            | 不適用            |
| 1936 | 5.274    | 2.6    | 6.0    | 不適用     | 不適用  | 不適用  | 不適用  | 不適用              | 13.8       | 不適用            | 不適用            |
| 1957 | 5.422    | 3.3    | 6.3    | 不適用     | 不適用  | 不適用  | 不適用  | 不適用              | 15.1       | 不適用            | 不適用            |
| 1980 | 5.422    | 3.478  | 6.615  | 不適用     | 不適用  | 不適用  | 不適用  | 不適用              | 15.515     | 不適用            | 不適用            |
| 1982 | 5.422    | 3.478  | 6.615  | 不適用     | 不適用  | 不適用  | 不適用  | 不適用              | 15.515     | 不適用            | 不適用            |
| 1983 | 5.422    | 3.478  | 6.615  | 不適用     | 不適用  | 不適用  | 不適用  | 不適用              | 15.515     | 不適用            | 不適用            |
| 1984 | 5.422    | 3.478  | 6.615  | 不適用     | 不適用  | 不適用  | 不適用  | 不適用              | 15.515     | 不適用            | 不適用            |
| 1985 | 6.05     | 3.779  | 7.057  | 不適用     | 不適用  | 不適用  | 不適用  | 不適用              | 16.886     | 不適用            | 不適用            |
| 1986 | 6.05     | 3.779  | 7.087  | 不適用     | 不適用  | 不適用  | 不適用  | 不適用              | 16.916     | 不適用            | 不適用            |
| 1987 | 6.05     | 3.779  | 7.087  | 不適用     | 不適用  | 不適用  | 不適用  | 不適用              | 16.916     | 不適用            | 不適用            |
| 1988 | 6.05     | 3.779  | 7.087  | 不適用     | 不適用  | 不適用  | 不適用  | 不適用              | 16.916     | 不適用            | 不適用            |
| 1989 | 6.45     | 3.779  | 7.087  | 不適用     | 不適用  | 不適用  | 不適用  | 不適用              | 17.316     | 不適用            | 不適用            |
| 1990 | 6.45     | 3.779  | 7.087  | 不適用     | 不適用  | 不適用  | 不適用  | 不適用              | 17.316     | 不適用            | 不適用            |
| 1991 | 6.45     | 3.779  | 7.087  | 不適用     | 不適用  | 不適用  | 不適用  | 不適用              | 17.316     | 不適用            | 不適用            |
| 1992 | 6.9      | 4.3    | 7.5    | 不適用     | 不適用  | 不適用  | 不適用  | 不適用              | 18.7       | 不適用            | 不適用            |
| 1993 | 7.0      | 4.5    | 7.8    | 不適用     | 不適用  | 不適用  | 不適用  | 不適用              | 19.3       | 不適用            | 不適用            |
| 1994 | 7.03     | 4.54   | 7.77   | 不適用     | 不適用  | 不適用  | 不適用  | 不適用              | 19.34      | 不適用            | 不適用            |
| 1995 | 7.5      | 5.7    | 7.8    | 不適用     | 不適用  | 不適用  | 不適用  | 不適用              | 21.0       | 不適用            | 不適用            |
| 1996 | 7.8      | 5.8    | 7.8    | 不適用     | 不適用  | 不適用  | 不適用  | 不適用              | 21.4       | 不適用            | 不適用            |
| 1997 | 7.84     | 5.79   | 7.82   | 不適用     | 不適用  | 不適用  | 不適用  | 不適用              | 21.45      | 不適用            | 不適用            |
| 1998 | 7.8      | 6.2    | 7.6    | 2.0        | 不適用  | 不適用  | 不適用  | 不適用              | 23.6       | 不適用            | 不適用            |
| 1999 | 7.8      | 6.2    | 7.6    | 2.2        | 不適用  | 不適用  | 不適用  | 不適用              | 23.8       | 不適用            | 不適用            |
| 2000 | 8.5      | 6.2    | 7.6    | 3.1        | 不適用  | 不適用  | 不適用  | 不適用              | 25.4       | 不適用            | 不適用            |
| 2001 | 8.5      | 6.2    | 7.6    | 3.5        | 不適用  | 不適用  | 不適用  | 不適用              | 25.8       | 不適用            | 不適用            |
| 2002 | 8.5      | 6.2    | 7.6    | 4.5        | 不適用  | 不適用  | 不適用  | 不適用              | 26.8       | 不適用            | 不適用            |
| 2003 | 8.7      | 6.2    | 7.6    | 4.7        | 不適用  | 不適用  | 不適用  | 不適用              | 27.3       | 不適用            | 不適用            |
| 2004 | 8.8      | 6.4    | 7.6    | 4.7        | 不適用  | 不適用  | 不適用  | 不適用              | 27.5       | 不適用            | 不適用            |
| 2005 | 8.9      | 6.5    | 7.6    | 5.2        | 不適用  | 不適用  | 不適用  | 不適用              | 28.2       | 不適用            | 不適用            |
| 2006 | 9.3      | 6.5    | 7.6    | 5.2        | 不適用  | 不適用  | 不適用  | 不適用              | 28.6       | 不適用            | 不適用            |
| 2007 | 9.3      | 6.7    | 7.6    | 5.6        | 不適用  | 不適用  | 不適用  | 不適用              | 29.2       | 不適用            | 不適用            |
| 2008 | 9.3      | 6.7    | 7.6    | 5.6        | 不適用  | 不適用  | 不適用  | 不適用              | 29.2       | 不適用            | 不適用            |
| 2009 | 9.3      | 6.8    | 7.6    | 5.8        | 不適用  | 不適用  | 不適用  | 不適用              | 29.5       | 不適用            | 不適用            |
| 2010 | 9.3      | 6.8    | 7.6    | 6.0        | 不適用  | 不適用  | 不適用  | 不適用              | 29.7       | 不適用            | 不適用            |
| 2011 | 9.3      | 7.4    | 7.6    | 5.6        | 不適用  | 不適用  | 不適用  | 不適用              | 29.9       | 不適用            | 不適用            |
| 2012 | 9.3      | 7.4    | 7.6    | 5.6        | 不適用  | 不適用  | 不適用  | 不適用              | 29.9       | 不適用            | 不適用            |
| 2013 | 9.3      | 7.6    | 7.6    | 5.8        | 不適用  | 不適用  | 不適用  | 不適用              | 30.3       | 1.0926            | 不適用            |
| 2014 | 9.3      | 7.6    | 7.6    | 5.8        | 不適用  | 不適用  | 不適用  | 不適用              | 30.3       | 1.0926            | 不適用            |
| 2015 | 9.3      | 7.6    | 7.6    | 5.9        | 不適用  | 不適用  | 不適用  | 不適用              | 30.4       | 1.0926            | 不適用            |
| 2016 | 9.3      | 7.6    | 7.6    | 6.0        | 不適用  | 不適用  | 不適用  | 不適用              | 30.5       | 1.0926            | 不適用            |
| 2017 | 9.3      | 7.9    | 7.6    | 6.0        | 不適用  | 不適用  | 不適用  | 不適用              | 30.8       | 1.0926            | 不適用            |
| 2018 | 9.3      | 7.9    | 7.6    | 6.0        | 1.38    | 不適用  | 不適用  | 0.7162              | 32.9       | 1.0926            | 不適用            |
| 2019 | 9.3      | 7.9    | 7.6    | 6.0        | 1.38    | 不適用  | 不適用  | 0.7162              | 32.9       | 1.0926            | 不適用            |
| 2020 | 9.3      | 7.9    | 7.6    | 6.0        | 1.38    | 不適用  | 不適用  | 0.7162              | 32.9       | 1.0926            | 0.06428           |
| 2021 | 9.3      | 7.9    | 7.6    | 6.1        | 1.38    | 不適用  | 不適用  | 0.7162              | 33.0       | 1.0926            | 0.06428           |
| 2022 | 9.3      | 7.9    | 7.6    | 6.1        | 1.38    | 不適用  | 0.32    | 0.7162              | 33.3       | 1.0926            | 0.06428           |
| 2023 | 9.3      | 7.9    | 7.6    | 6.1        | 1.38    | 不適用  | 0.32    | 0.7162              | 33.3       | 1.0926            | 0.06428           |
| 2024 | 9.3      | 7.9    | 7.6    | 6.1        | 1.38    | 不適用  | 0.32    | 0.7162              | 33.3       | 1.0926            | 0.06428           |
| 2025 | 9.3      | 7.9    | 7.6    | 6.1        | 1.38    | 0.49    | 0.32    | 0.7162              | 33.8       | 1.0926            | 0.06428           |

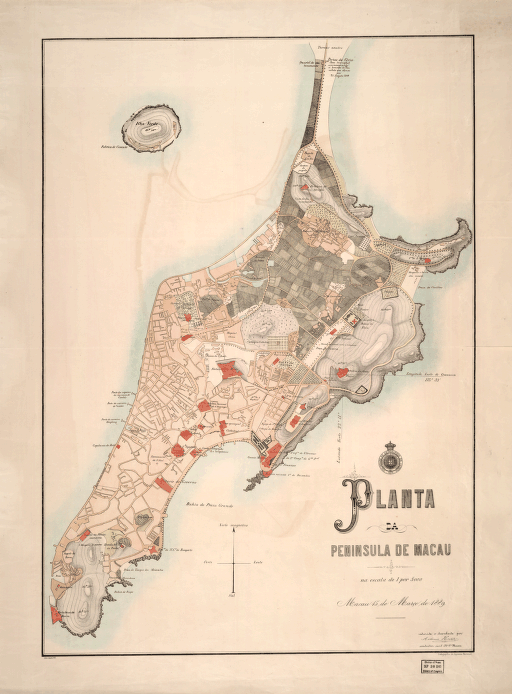
1889年的澳門半島和青洲

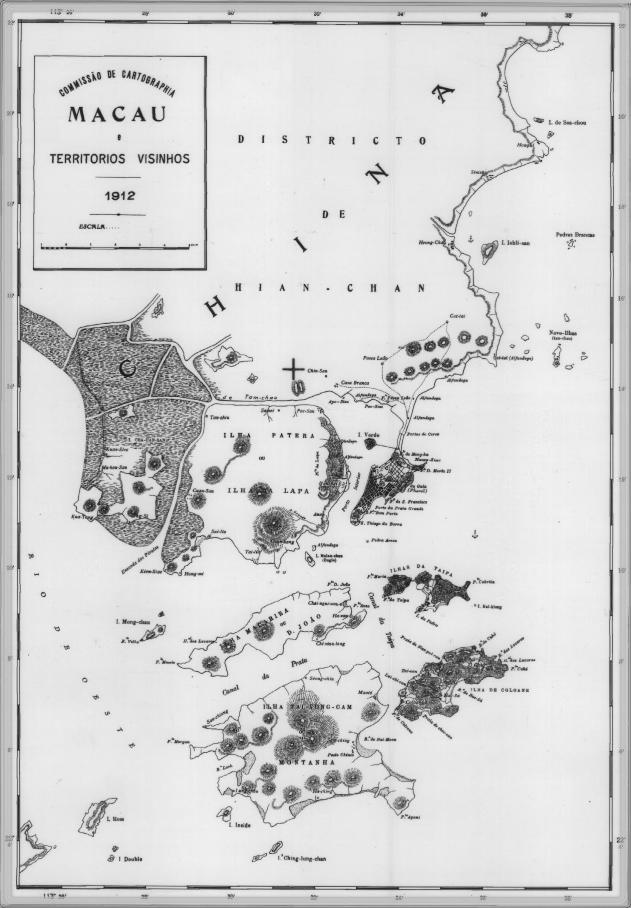
最右邊的陸地是1912年的澳門半島、大氹、小氹及路環島

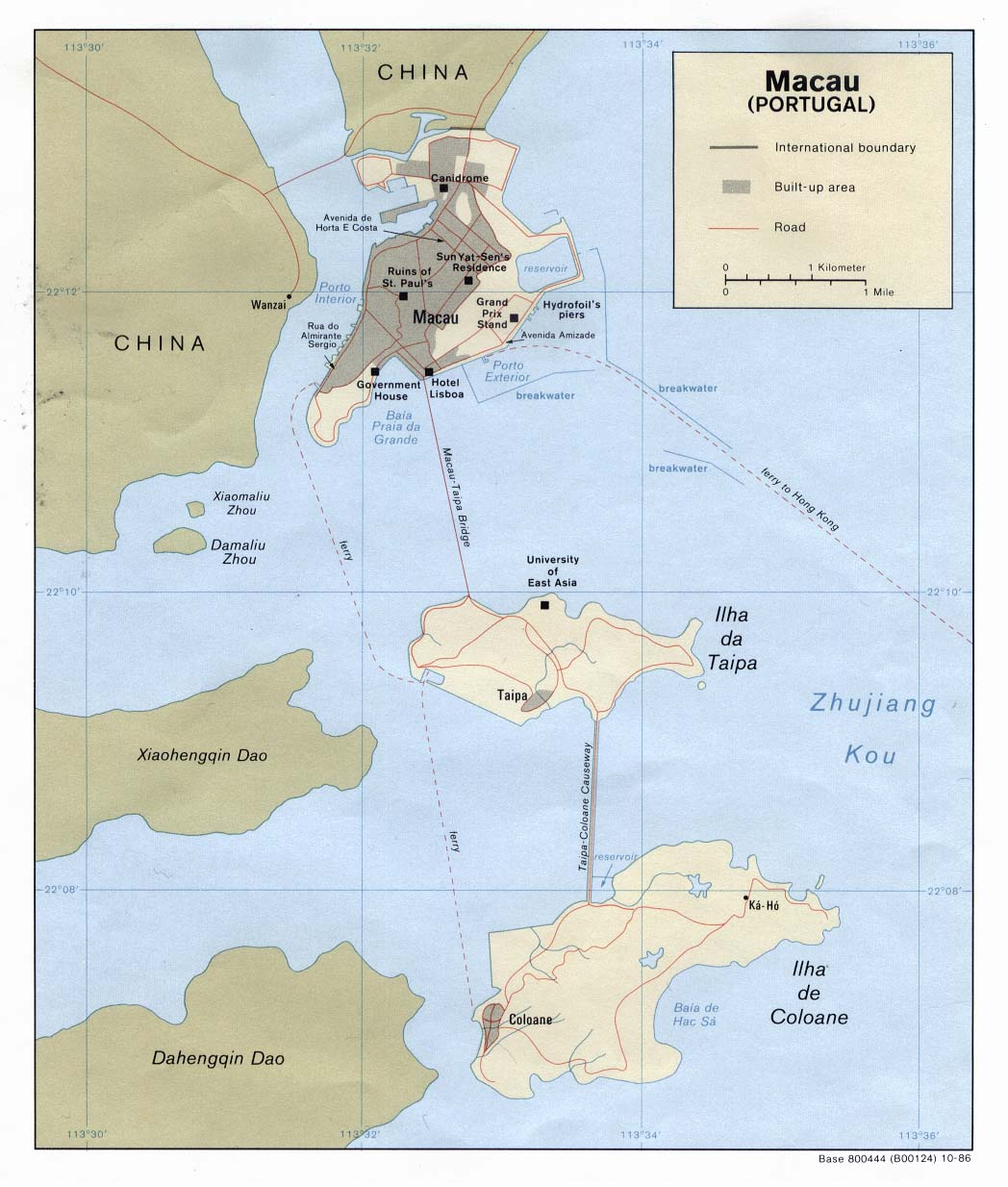
1986年的葡屬澳門全境

上述數據1840-1975年期間取自文化局、澳門政府民政廳或相關文獻，1980-1999年取自統計局澳門年鑒，2000年後則取自地籍局。 
根據另一資料顯示，1840年之前，澳門半島總面積只有2.7平方公里；1866年或之前，澳門總面積只有9.37平方公里。
根據中山大學出版社繆鴻基等 《澳門》文獻資料顯示，1927年澳門半島正填海造陸擴至5.274平方公里，氹仔島則擴至3.478平方公里，路環島擴至6.615平方公里，總面積達15.374平方公里。

## 歷史

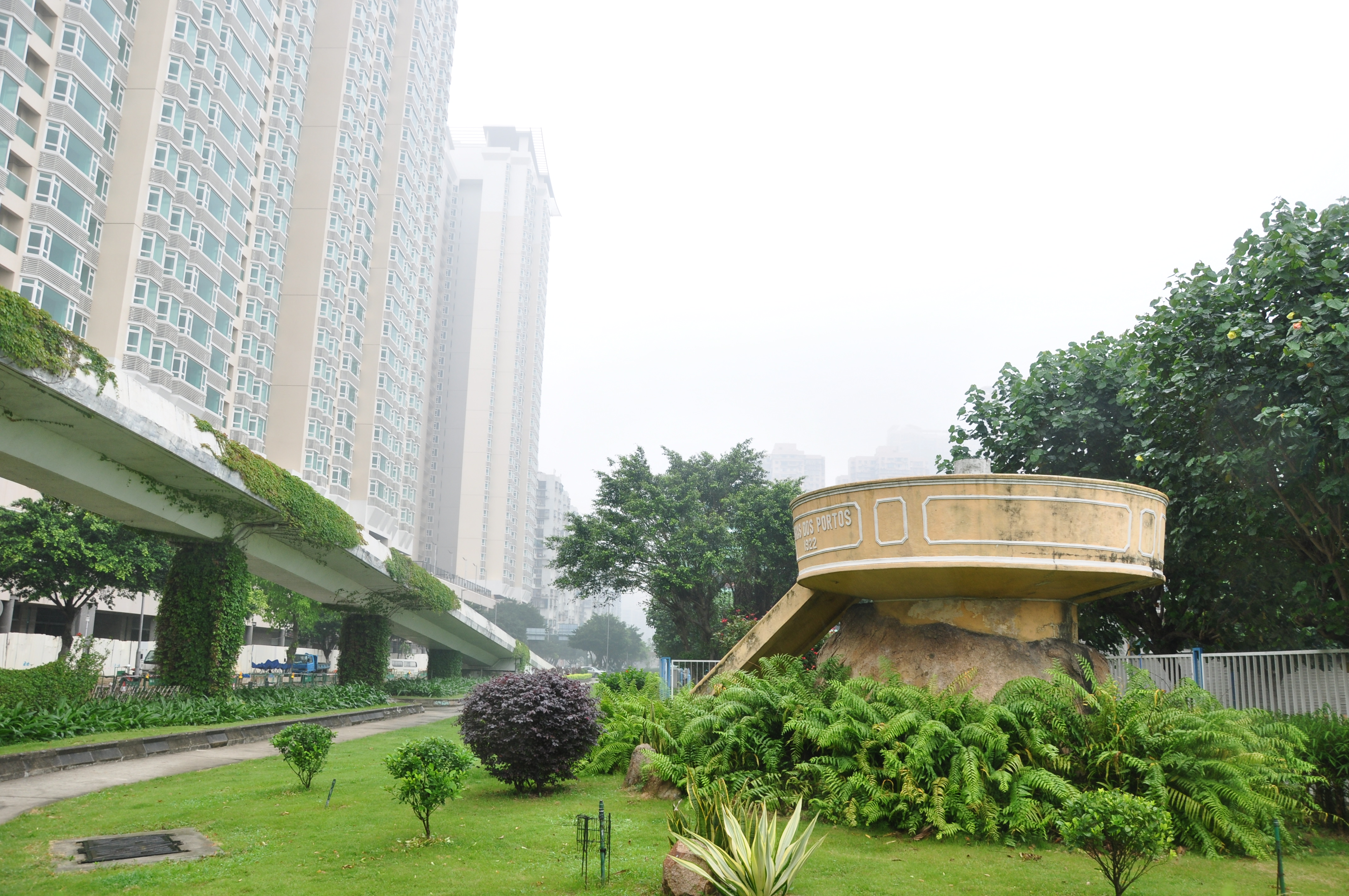
圓台仔，位於澳門半島東端的填海標誌

澳門沿海廣泛分佈淺灘，這成為澳門進行填海造地的土地資源。澳門半島最早填海造地於1850年，在三巴仔橫街及下環街之間的一段地方填海，在1863年，澳葡政府下令填平了南灣澳督府對面之海灣，並沿着附近的海傍把南灣街拓寬。其後分別在1866-1910年澳門半島西岸的北灣和淺灣、1919-1924年在澳門半島西岸的內港、1923-1938年澳門半島東岸的新口岸和南灣相繼進行填海工程。這些填海造地工程陸續形成了現時的靑洲、台山、黑沙環、祐漢、筷子基、新口岸和南灣等地區的基本形貌，同時因開鑿而改變了塔石山和望廈山的地貌。
離島方面，原氹仔由大氹、小氹、一粒米3個小島組成。1919年大、小氹已填成一個島。而路環的填海工程進行於1930年代至1970年代，主要在聯生貨櫃碼頭和九澳水泥廠。
1980年代後期起，澳葡政府開展了黑沙環、新口岸和南灣、氹仔地區的填海工程。其中南灣填海工程於1992年7月8日正式動工，其總面積達175公頃，包括兩個人工湖和填海陸地約1.9平方公里。同期的黑沙環新區填海工程、林茂塘填海工程、新口岸填海工程、澳門國際機場填海工程及氹仔北安填海工程亦陸續完成。現氹仔的馬場和澳門國際機場地區，亦是通過在氹仔削山填海而來。至於路環，土地總面積達三十三萬平方公尺的聯生工業村，同樣是來自填海造地得來。

## 現況

### 路氹城填海計劃

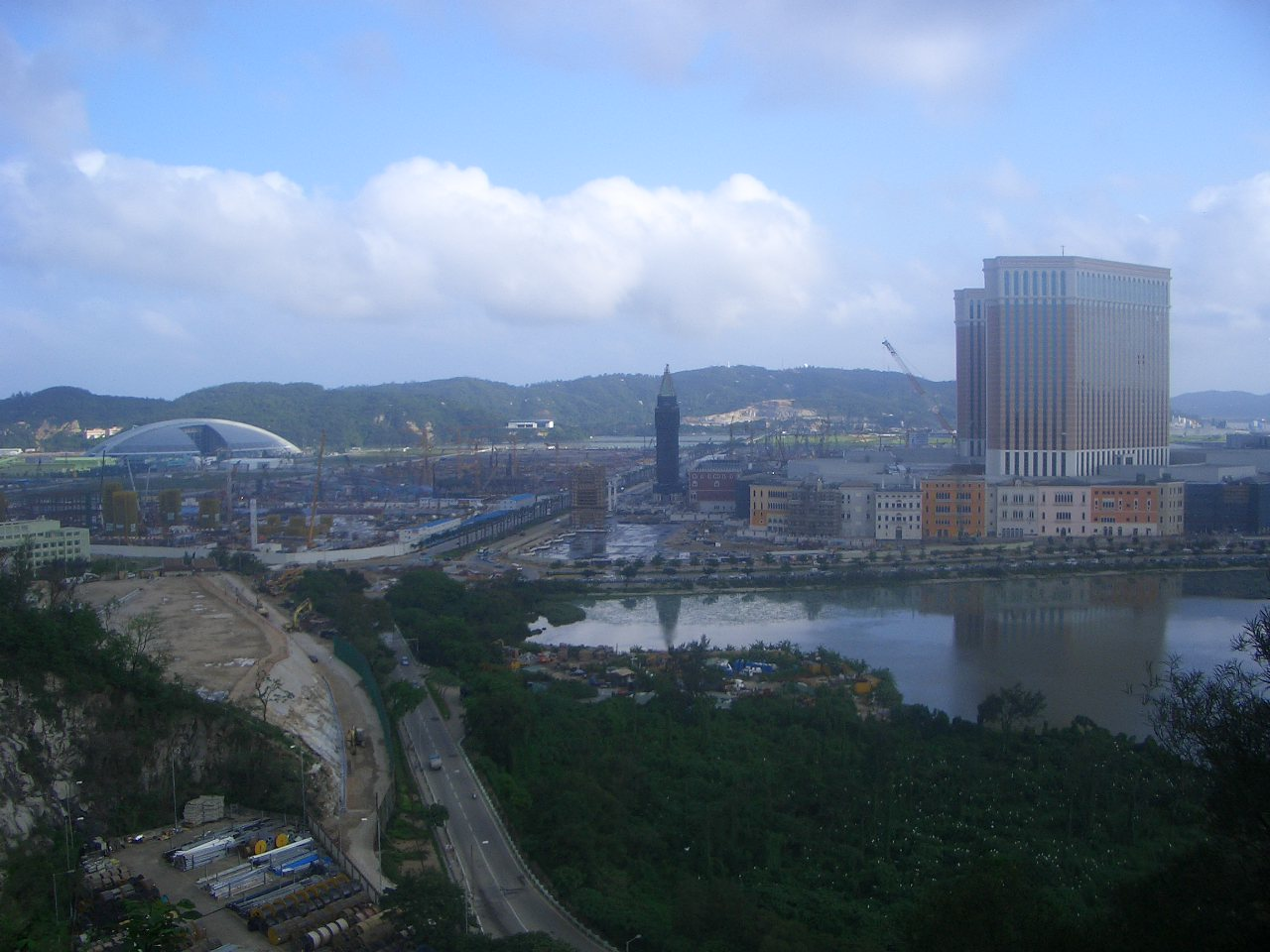
路氹城填海工程（攝於2007年）

位於氹仔與路環之間，原本為十字門東側海面。早在1920年代，便有一大型塡海計劃將氹仔與路環之間的大片海域填海成為陸地，形成現稱的「路氹城」。路氹城的出現，把兩個原本獨立的氹仔和路環兩島連成一起。
1960年代路氹連貫公路落成後，該處已半天然半人工地形成土地。公路西側因水流緩慢，形成大遍淺灘，曾出現紅樹林，近路環一側後來更成為垃圾堆填區。公路東側亦形成泥灘，並發展了養蠔業。1990年代澳門政府計劃在該水域填海興建衛星城市，唯90年代末經濟不景，計劃被擱置，填海工程亦始終未有大規模地進行，只有當設施落實興建時，才進行該部份的填海，故淺灘紅樹林亦得以被保存。至澳門回歸時，落成的設施只有蓮花大橋、路氹城邊檢站、路環小型賽車場及皇庭海景酒店。
澳門博彩業開放後，路氹城被重新定位發展旅遊博彩業，多間博彩企業在路氹城投資興建旗艦酒店，另一方面，政府為配合2005年東亞運動會舉行，在路氹城興建多個體育場館，包括澳門東亞運動會體育館、澳門國際射擊中心等，路氹城兩側的填海(或土地平整)工程正式展開，路氹濕地亦正式消失。
2007年，政府在路氹城東面機場大馬路旁增設建築物料堆填區，由於沒有徹底清理海底淤泥，機場與堆填區之間的淤泥，向跑道南聯絡橋滑移，使機場淺灘擴大，引來鳥類覓食，危及飛機安全。

### 澳氹新城區填海計劃

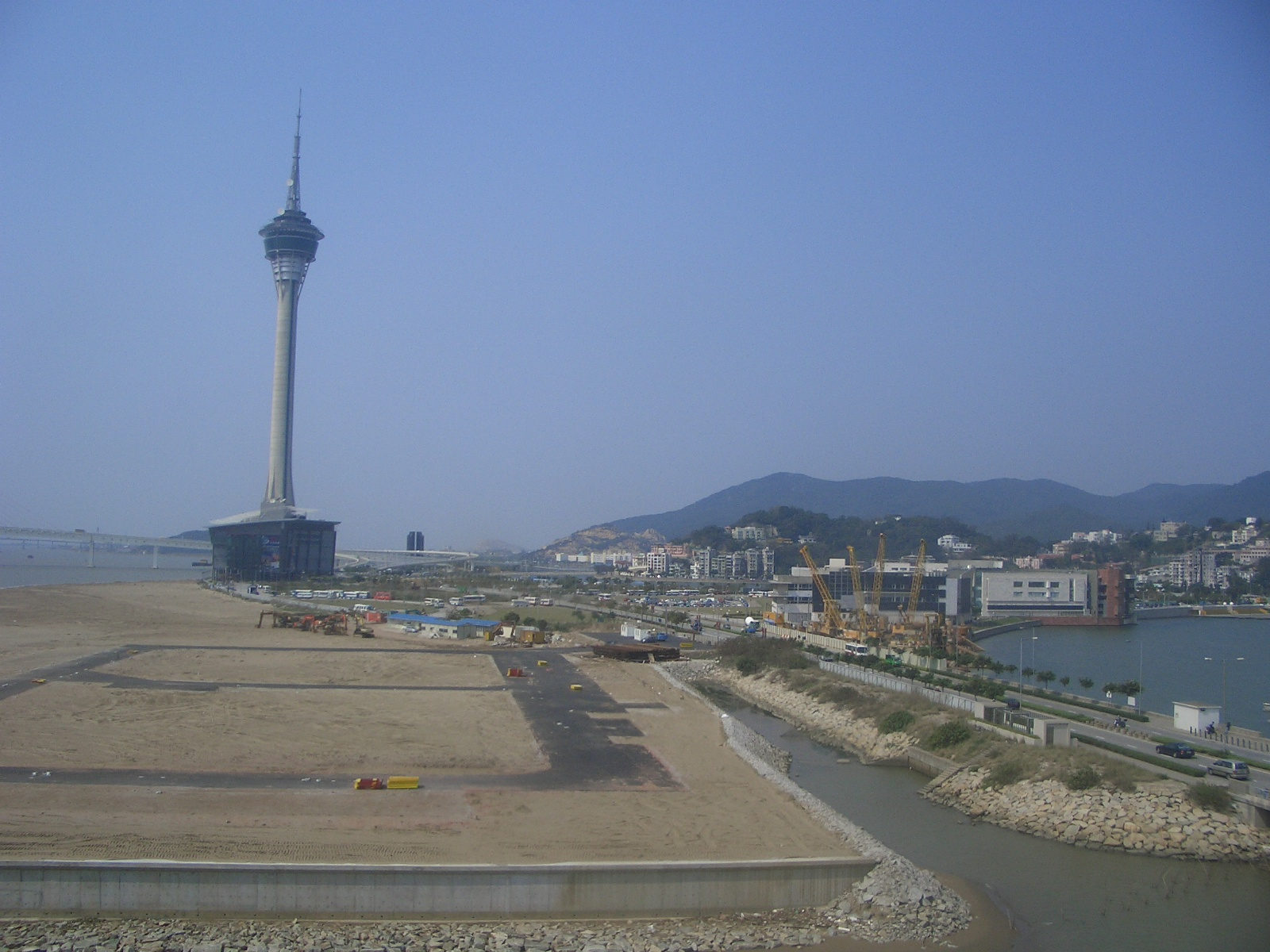
澳氹新城區填海規劃的偷步填海：澳門旅遊塔一帶土地

澳門政府在2006年施政報告中提出設立新城區的計劃，前運輸工務司司長歐文龍於2006年1月11日，介紹「澳氹新城區規劃」的初步方案，分別在澳門半島南面及東北面，以及氹仔北面共5個區域，發新城區。計劃涉及面積730公頃土地，當中398公頃需要填海，預計可容納11至12萬人口，供澳門未來二十年發展。
政府為配合酒店及娛樂設施發展，在未得到中央政府批准下，已率先落實澳門半島南部的填海工程，準備擴闊孫逸仙大馬路，以及作計劃中的澳氹海底隧道的出入口，唯該地段至今仍荒置。
2008年4月23日，運輸工務司司長劉仕堯在立法會表示，特區政府按照中央政府有關部門的技術意見後，於「澳氹新城區填海規劃」原有基礎上微調，填海面積將較2006年規劃“略大”，用海面積約為500公頃，實際造地面積約有429公頃。
2009年4月21日，劉仕堯在立法會表示，“微調”後的「澳氹新城區填海規劃」的方案，用海面積由原來約500公頃再度調整為約400公頃，用地面積亦由約398公頃調整為350公頃，並在新取得的土地上不發展博彩業及低密度住宅項目(如別墅)。但整項計劃經3年多時間，到目前仍在等待中央審批階段。
11月29日，行政長官辦公室宣佈，國務院日前批准了澳門填海造地，填海區共分為五塊，分別位於澳門半島東、南，以及氹仔的北面，總面積約為350公頃，以興建新城區，並要求特區「在填海過程進行跟進管理，加強保護周邊環境，充份發揮新城區的建設作用。」
澳門政府隨即就新城填海區的總體規劃開展相關工作，以及相關的公眾諮詢:
於2009年12月至2010年11月進行第一階段規劃概念研究，提出新城發展定位和概念性用地規劃方向。
於2010年12月至2011年12月進行第二階段規劃草案研究，由中國城市規劃學會學等團隊開始對新城功能結構、土地使用、公共服務和重大基建提出多方案比選，更於2011年第四季在澳門科學館進行第二階段公眾諮詢。
於2011年12月至今，則正在進行第三階段規劃方案研究，以草案階段專家、公眾意見為基礎，提出規劃方案，並預計於2012年第四季進行第三階段公眾諮詢。

### 港珠澳大橋珠澳口岸人工島
為建設港珠澳大橋，澳門及珠海於新城A區東側建設人工島，在2009年12月15日開工。

### 輕軌東線北段設計連建造工程開展灘塗整治填海工程
為配合輕軌東線北段設計連建造工程開展灘塗整治區域的施工，由2023年9月28日開始進行開展灘塗整治工程及地基加固工程。同時，為建設輕軌關閘站，澳門特區政府向中央政府申請批准利用珠海區域範圍V形不規則地塊。該地塊總面積約3,700平方米，其中陸地面積約1,439平方米，海域面積約2,261平方米。

### 生態島
澳門2022年度施政方針指，特區政府將推動於澳門管理海域範圍內，進行生態島選址及可行性研究。後政府在2023年提出在龍爪角對開海域利用建築廢料堆填生態島， 並在2024年公佈生態島分兩期建設，首期將分2期建造，第1期的用海面積約1.4平方公里，用海面積約為2.45平方公里。

## 爭議
澳門特區政府的土地開發紀錄，自從2005年成為了當地熱門的政治話題。
長期的填海使得澳門的天然海岸線逐步消失。

### 引用
1. ↑  .   [2012-07-22]. （原始内容存档于2012-10-08）.
2. ↑  . www.dscc.gov.mo.   [2023-10-09]. （原始内容存档于2020-06-10）.
3. ↑  . www.icm.gov.mo.   [2023-05-01]. （原始内容存档于2023-07-07）.
4. 1 2  .   [2023-05-01]. （原始内容存档于2023-05-01）.
5. ↑  黃, 就順. . 澳門基金會. 2009年.
6. ↑  . 中国建筑集团有限公司.   [2023-05-01]. （原始内容存档于2023-05-03）.
7. 1 2  . 百度文库.   [2023-05-01]. （原始内容存档于2023-05-01）.
8. ↑  . www.macaudata.mo.   [2023-05-01]. （原始内容存档于2023-05-01）.
9. ↑  . www.macaumemory.mo.   [2023-05-01]. （原始内容存档于2023-05-01）.
10. ↑  . 澳门特别行政区政府新闻局. 2009-02-20.
11. ↑  澳門日報，2007年1月12日。
12. ↑  澳門日報，2009年4月22日。
13. ↑  . 澳門特別行政區新聞局. 2009年11月29日  [2009年11月30日]. （原始内容存档于2014年2月3日）.
14. ↑  新城區總體規劃第二階段公眾諮詢文本。
15. ↑  Mei, Mei. . Plataforma Media. 2023-12-26  [2024-03-01]. （原始内容存档于2024-03-03） （中文（繁體））.
16. ↑  . www.chengpou.com.mo.   [2024-03-01]. （原始内容存档于2024-03-04）.
17. ↑  . www.dspa.gov.mo.   [2024-02-29]. （原始内容存档于2024-06-13）.
18. ↑  新澳門學社，《新澳門》第32期，2006年7月。